# Oscar Magaña Vásquez
Oscar Andrés Magaña Vásquez, Santiago, Chile, 3 de julio de 1987, es un  futbolista chileno que juega como Defensa (fútbol) en Deportes Iberia de la Primera B de Chile.

## Clubes
| Club                | País  | Año       |
| ------------------- | ----- | --------- |
| Magallanes          | Chile | 2006-2008 |
| Deportes Temuco     | Chile | 2009      |
| Trasandino          | Chile | 2010      |
| San Marcos de Arica | Chile | 2011-2012 |
| Naval               | Chile | 2012-2013 |
| Barnechea           | Chile | 2013-2014 |
| Everton             | Chile | 2014-2015 |
| Coquimbo Unido      | Chile | 2015-2017 |
| Iberia              | Chile | 2017-2018 |